# Anomocephalus
Anomocephalus é um extinto gênero do primitivo anomodonte. O Anomocephalus mantém um conjunto completo de dentes em ambos os maxilares, em contraste com seus descendentes, os dicinodontes em que a dentição é reduzida para apenas um único par de presas (e em muitos casos, não em todos os dentes), com sua boca coberta por um bico córneo semelhante ao de uma tartaruga atual, embora eles não sejam intimamente relacionados.
Sua descoberta em 1999, desde as primeiras rochas terrestres de Gondwana (a partir de Williston no Karoo da província do Cabo Setentrional da África do Sul), mostrou que esse grupo de herbívoros tiveram origem em Gondwana ao invés da Laurásia, como havia sido suposto previamente. Viveu há 260 milhões anos, durante o período Permiano, nas zonas áridas, com rios e lagos. É muito semelhante ao Tiarajudens do Brasil.